# Эрведал (Авиш)
Эрведал (порт.  Ervedal) — фрегезия (район) в муниципалитете Авиш округа Порталегре в Португалии. Территория — 38,1 км². Население — 689 жителей. Плотность населения — 18,1 чел/км².